# موش‌ماهی

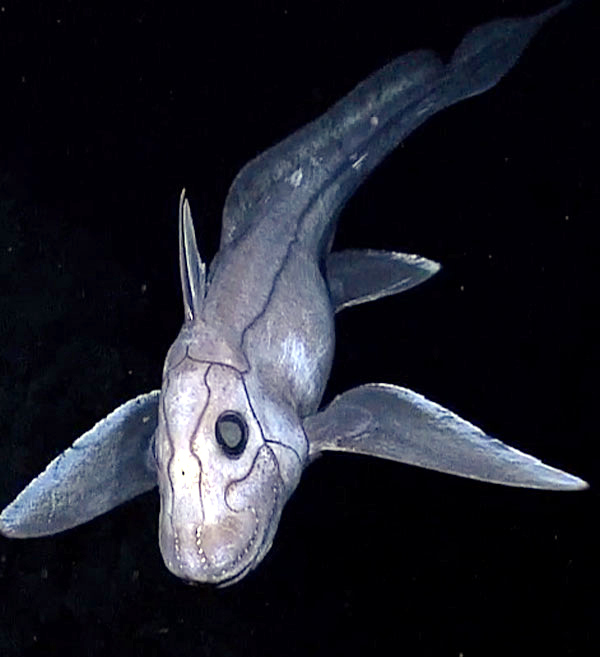
کیمرا اعماق دریا عکس برداری شده توسط (کاوشگر اداره ملی اقیانوسی و جوی). روی پوزه جانور روزنه‌های ریزی قابل مشاهده است که مربوط به سلول‌های می‌شوند.

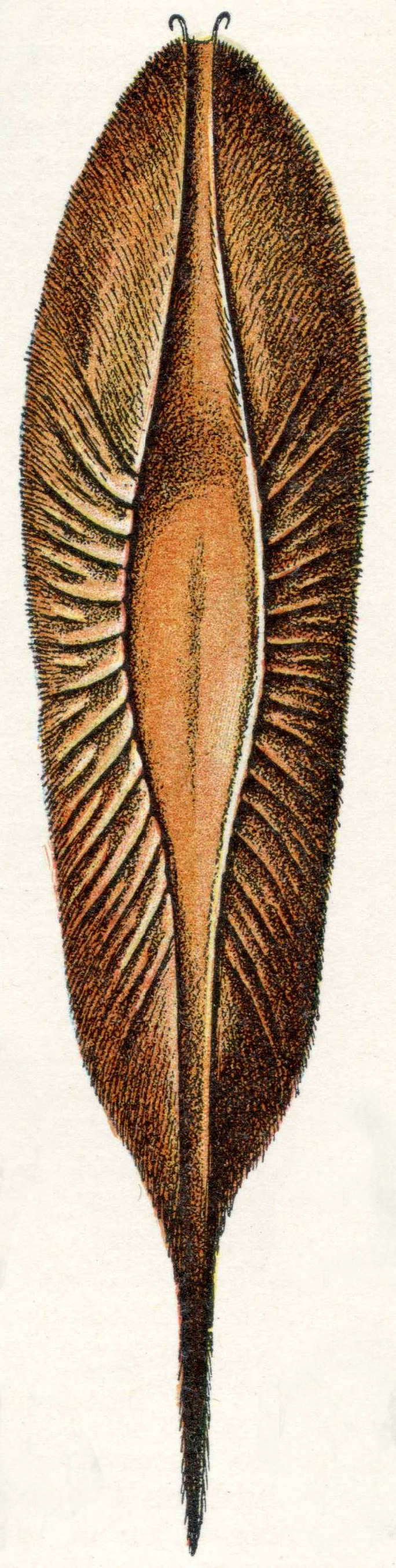
تخم کیمرا

کیمرا (به انگلیسی: Chimaera) نوعی از ماهیان غضروفی است که از کهن‌ترین و عجیب‌ترین ماهیان زنده امروزی به شمار می‌آید که به طور غیررسمی با عنوان روح‌کوسه، موش‌ماهی(با دم‌شلاقی اشتباه نشود)، شبح‌ماهی (با خانواده چشم‌بشکه‌ای‌ها اشتباه نشود) یا خرگوش‌ماهی (با خانواده صافی‌ماهیان که به خرگوش‌ماهیان مشهورند به ویژه با خرگوش‌ماهی اشتباه نشود) نیز شناخته می‌شود. واژه کیمرا از افسانه‌های زبان یونانی به معنی هیولای ماده آتش‌نفس با سر شیر، بدن بز و دم مار بزرگ است. کیمرا نزدیک‌ترین خویشاوند زنده موش‌ماهیان، کوسه‌ها هستند و موش‌ماهی حدود ۴۰۰ میلیون سال پیش از کوسه‌ها منشعب شده و از آن زمان در انزوا زیسته است. موش‌ماهی‌ها امروزه بیشتر در آب‌های ژرف زندگی می‌کنند.